# 博爾夏希夫卡河

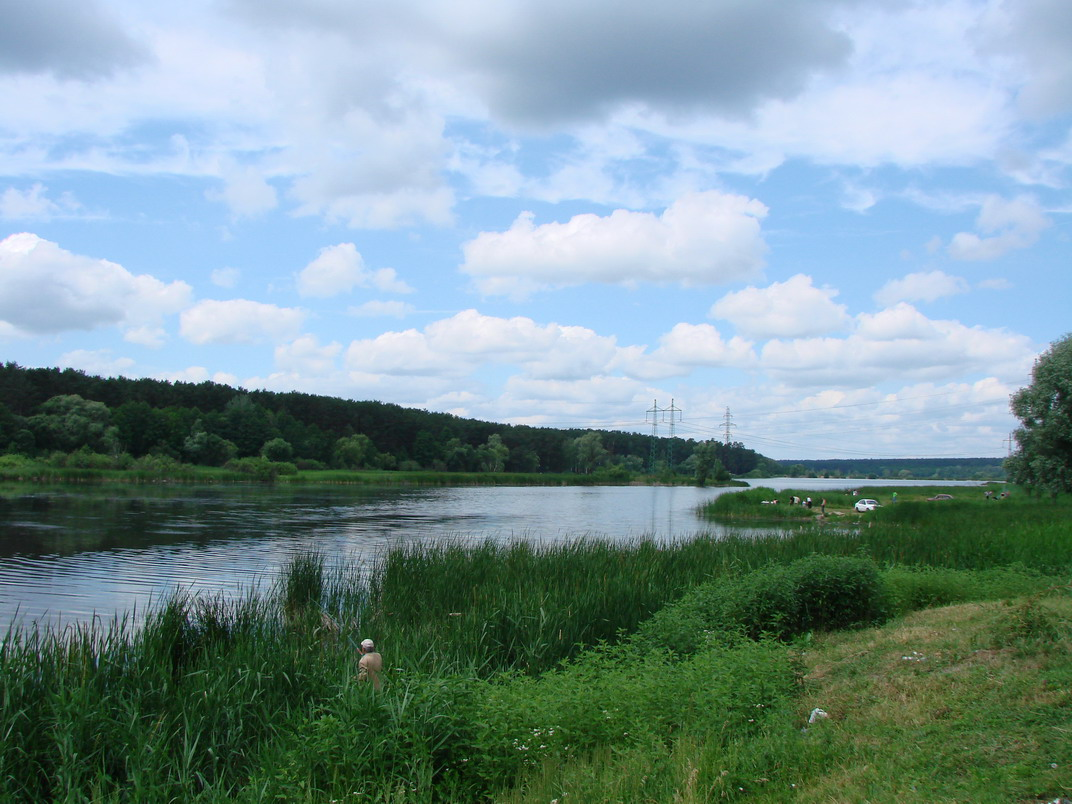

博爾夏希夫卡河（烏克蘭語：Борщагівка），曾叫尼夫卡河（烏克蘭語：Нивка），是烏克蘭北部的河流，屬於伊爾平河的支流。該河流經基輔和布查區，河道全長20公里，流域面積94平方公里。